# Онкович, Дмитрий Юлианович
Онкович Дмитрий Юлианович (27 декабря 1934, Турчинцы, Городокский район, Хмельницкая область — 20 сентября 2011) — украинский советский поэт. Член Союза писателей Украинской ССР (1977).

## Биография
Родился 27 декабря 1934 года в семье земледельцев. Окончив школу, служил в рядах Советской Армии, затем — работал на Донбассе в шахтах.
В 1964 году окончил факультет журналистики Киевского государственного университета им. Тараса Шевченко. .
Работал корреспондентом РАТАУ, редактором в издательстве «Молодь», заведовал отделом прессы Украинского общества дружбы и культурной связи с зарубежными странами, был редактором поэзии писательского журнала «Вітчизна», заведовал отделом поэзии журнала «Всесвіт», продолжительное время работал ответственным секретарем журнала «Українська мова і література в школі» (сейчас — «Дивослово»). Член Союза писателей Украинской ССР с 1977 года.

## Творчество
Стихи Дмитрия Онковича печатались в газетах с 1957 года. В 1984-м издательство «Молодь» выпустило книгу «Першовірш», которая содержала 81 стих украинских поэтесс и поэтов — по одному на каждого. Сами авторы выбрали эти произведения как начало отсчета творчества. Перед каждым стихотворением помещено вступление. Вот что написал Дмитрий Онкович о своем литературном дебюте:
| ИЗ БИОГРАФИИ ПОЭМЫ Началом своей литературной работы считаю поэму «Белая голова». Замысел его вынашивался еще тогда, как я работал на Донбассе. А писал уже студентом Киевского университета. Это были дни и ночи счастливого волнения. Впервые «Белую голову» я прочитал на заседании литстудии «Молодь». И сегодня помню слова, которые тогда сказал мне Дмитрий Белоус: «Это вы писали не на один день». Поэму тепло приняли также на обсуждении в Союзе писателей. Потом я решился подать рукопись в редакцию журнала «Дніпро». «Будем предлагать к печати, — доброжелательно принял меня Владимир Коломиец, который вел отдел поэзии. А потом добавил: — Возможно, немного подкоротим. Длинненькая. Но — на усмотрение главного». За несколько дней он знакомит меня с мнением тогдашнего главного редактора Юрия Мушкетика. На первой странице рукописи аккуратно выведено карандашом: «черт знает что, а не размер. Нечто среднее между похоронным и колыбельной». Чуть дальше: «Нет, что-то есть». А на последней странице была еще одна — последняя — пометка, сделанная тем же карандашом: «Есть!» Поэму напечатали полностью и без единой правки («Дніпро», 1964, № 2). Это был мой дебют в республиканской прессе. […] |

Первая книга поэта «Голуби» вышла в 1966 году, затем были:
- «Зимові яблука» (1969)
- «Межа» (1971)
- «Толока» (1975)
- «Біла конюшина» (1981)
- «Пам’ять» (1983)
- «Поезії» (1984)
- «Леміш до сонця» (1991)
- «Зелені гуси» (поезії для дітей, 1991)
- «Совість» (2011)

Дмитрий Онкович был яркий представитель «тихой лирики», «деревенской поэзии». Его произведения переведены на белорусском, болгарском, испанском, польском, русском, венгерском и других языках.